# Aiways U5
L'Aiways U5 est un SUV électrique du constructeur automobile chinois Aiways produit à partir de 2019.

## Présentation
La version de série du SUV électrique U5 est présentée au salon de Francfort 2019.
En décembre 2019, Aiways annonce la production des modèles destinés à l'Europe du Aiways U5 dans son usine de Shangrao. La version européenne de l'U5 devait être présentée au salon international de l'automobile de Genève 2020 qui a été annulé à cause de l'épidémie de coronavirus COVID-19. Sa production débute fin 2019 en Chine, et il est commercialisé en Europe dès avril 2020.

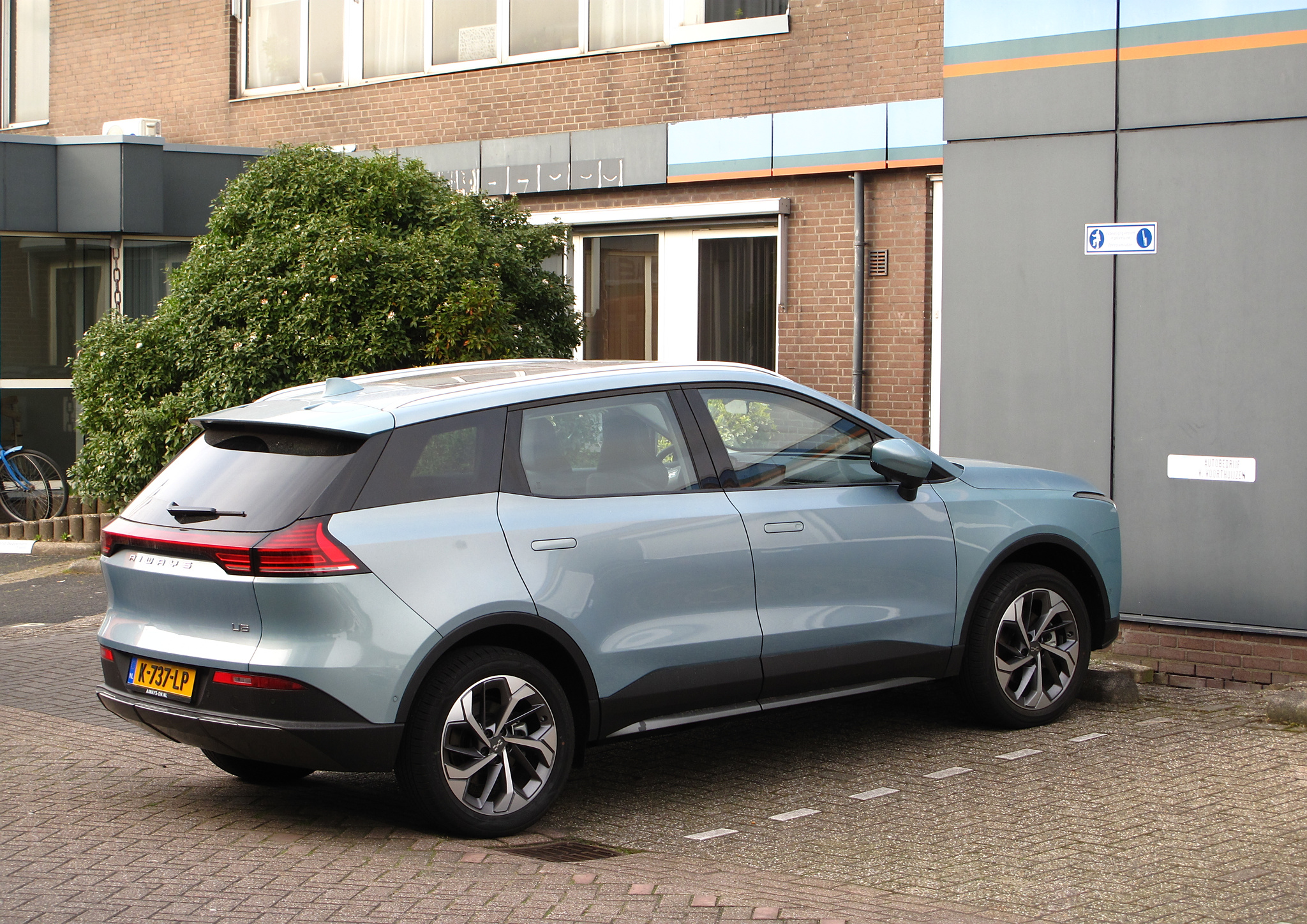
Vue arrière.
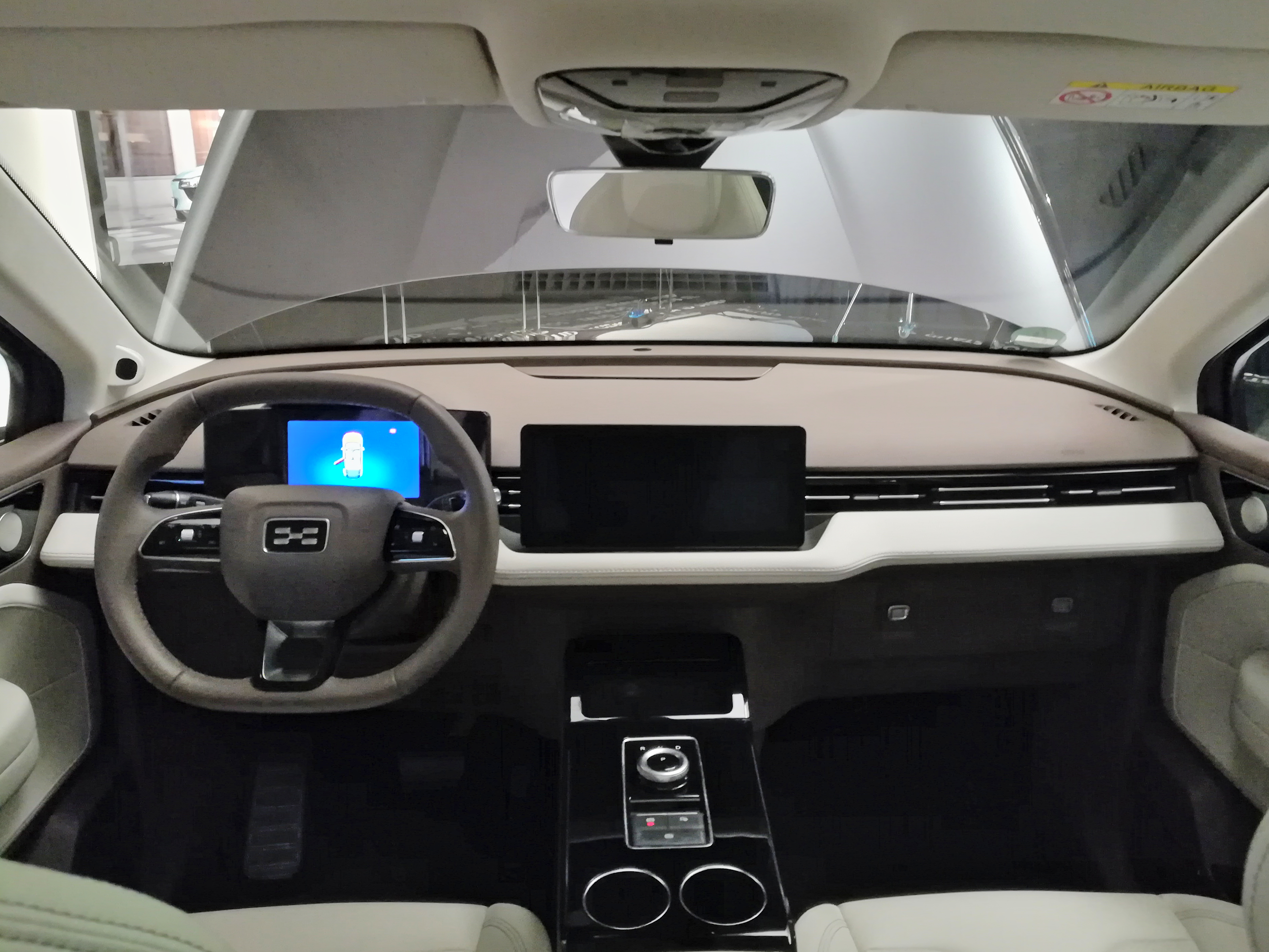
Intérieur.
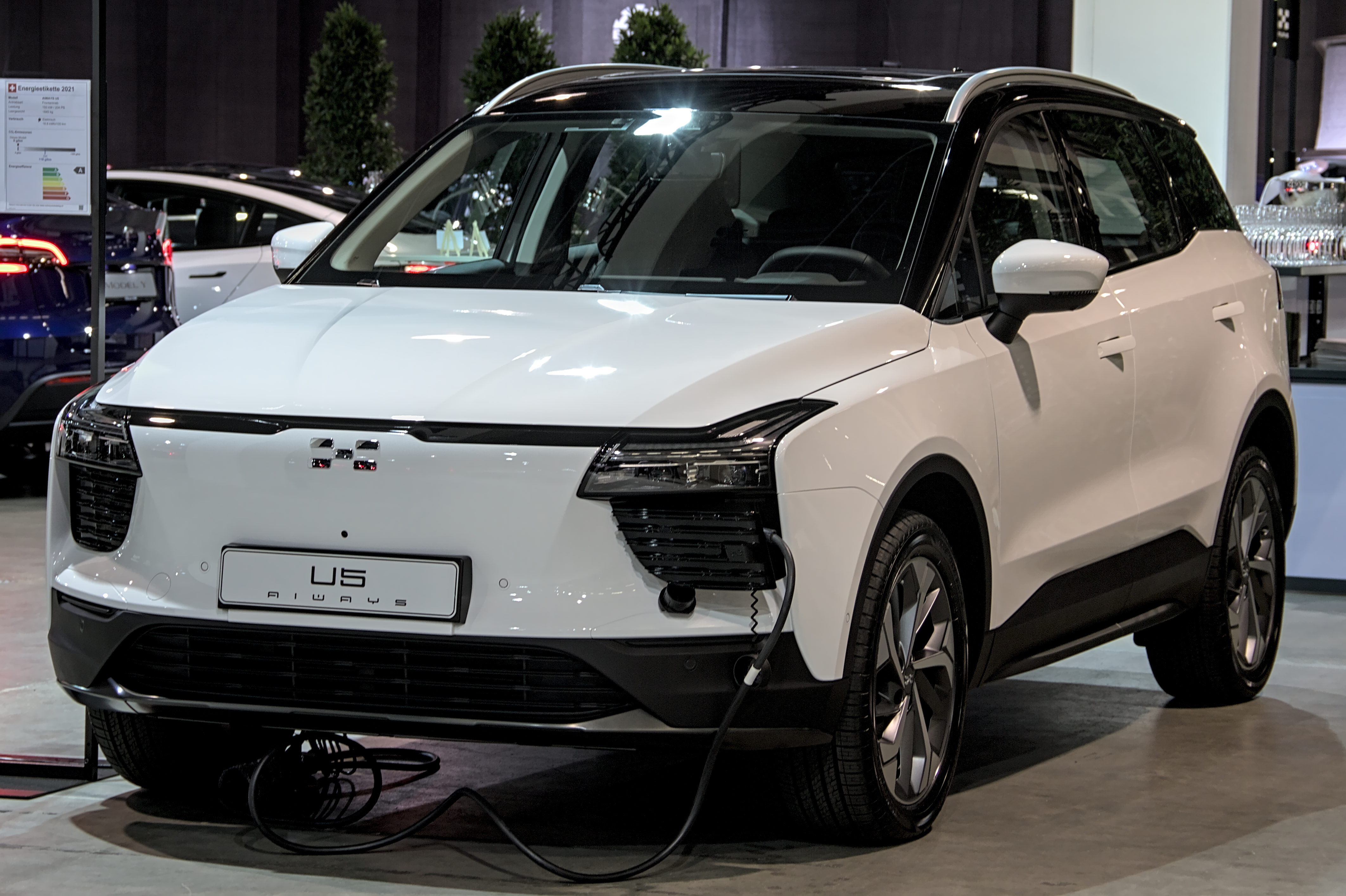
Modèle bicolore au Salon de Zurich 2021

## Caractéristiques techniques
L'Aiways U5 repose sur une plateforme technique en aluminium et en acier haute résistance. Il a obtenu 3 étoiles aux tests de sécurité Euro NCAP.
Le SUV est doté de poignées rétractables et d'optiques Full LED. À l'intérieur, l'U5 est équipé d'une instrumentation numérique comprenant trois dalles inclinées vers le conducteur (appelée « Tri-fold display »), et la planche de bord reçoit un second écran tactile de 12,3 pouces pour la navigation et l'info-divertissement. 
Deux versions sont commercialisées en 2022, la version standard et la version premium. 

### Motorisation
L'U5 est équipé d'un électromoteur synchrone à aimants permanents de 150 kW (équivalent à 204 chevaux) alimenté, par une batterie d'une capacité de 65 kWh.
|                  | Aiways U5 version standard | Aiways U5 version premium |
| ---------------- | -------------------------- | ------------------------- |
| Puissance moteur | 150 kW                     | 150 kW                    |
| Puissance moteur | 204 ch                     | 204 ch                    |
| Couple maximum   | 310 Nm                     | 310 Nm                    |
| Vitesse maximale | 160 km/h                   | 160 km/h                  |
| 0 à 100 km/h     | 7,5 secondes               | 7,8 secondes              |
| Consommation     | 16,6 kWh / 100 km          | 17 kWh / 100 km           |

### Batterie et recharge
L'U5 est équipé d'une batterie de type lithium-ion d'une capacité brute de 65 kWh. La capacité utilisable est de 63 kWh. L'autonomie en cycle mixte WLTP annoncée est de 410 km pour la version standard, 400 km en version premium. 
|                                                      | Aiways U5 version standard | Aiways U5 version premium |
| ---------------------------------------------------- | -------------------------- | ------------------------- |
| Batterie capacité brute                              | 65 kWh                     | 65 kWh                    |
| Batterie capacité nette                              | 63 kWh                     | 63 kWh                    |
| Puissance de charge maximale courant alternatif (AC) | 6,6 kW                     | 6,6 kW                    |
| Puissance de charge maximale courant continu (DC)    | 90 kW                      | 90 kW                     |
| Type de prise AC                                     | Type 2                     | Type 2                    |
| Type de prise DC                                     | CCS                        | CCS                       |

## Concept car

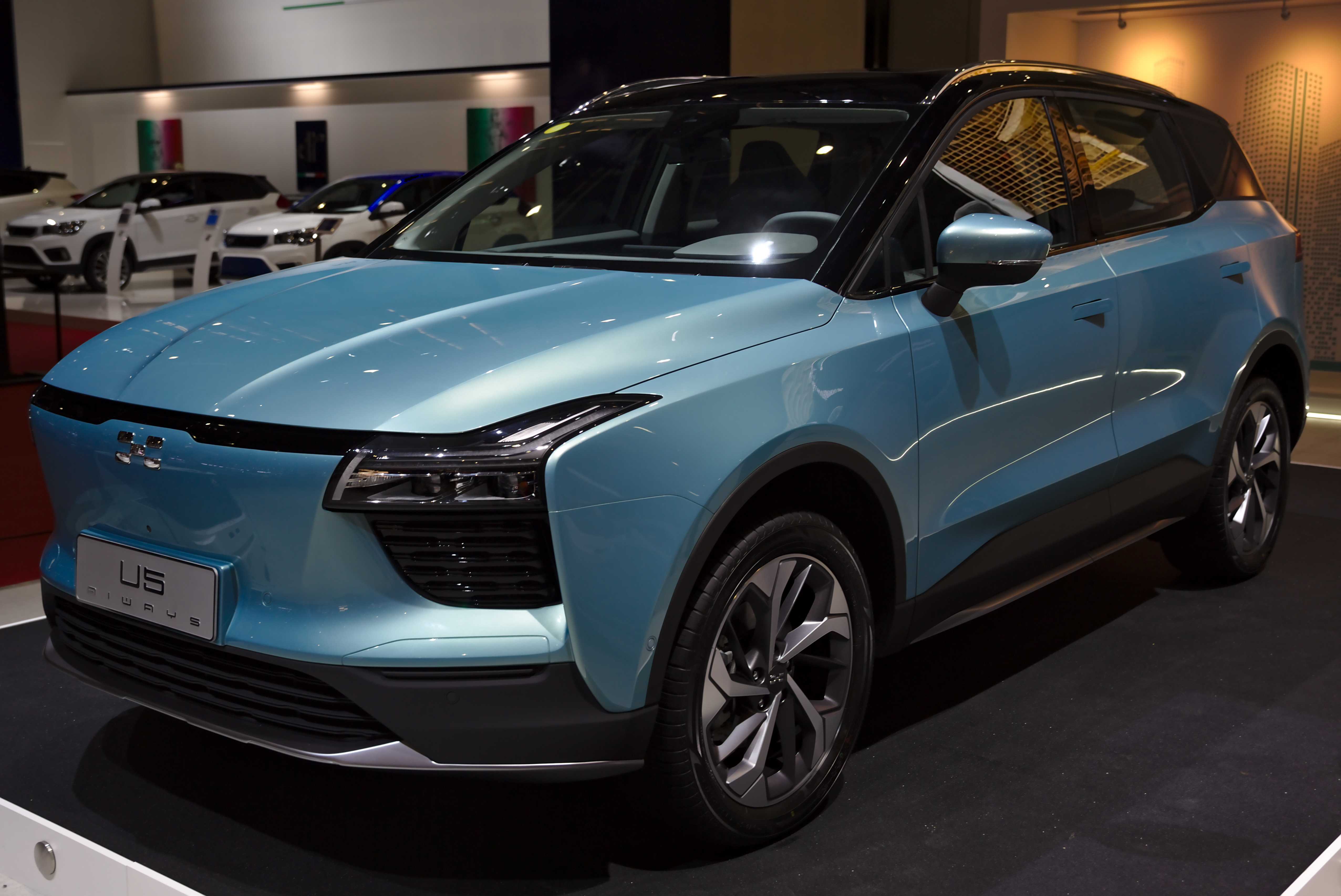
Aiways U5 Ion Concept

L'Aiways U5 est préfiguré par le concept car proche de la série Aiways U5 Ion Concept présenté au salon international de l'automobile de Genève 2019. 